# Gremlords
Pour plus de détails, voir Fiche technique et Distribution.
Gremlords (titre original : Hyperspace, aussi connu sous le titre Gremloids), est une comédie de science-fiction en 3D réalisée par Todd Durham, sortie en 1984.

## Fiche technique
- Titre original : Hyperspace
- Titre français : Gremlords
- Titre québécois : Gremloids
- Réalisation et scénario : Todd Durham
- Musique : Don Davis
- Langue originale : anglais
- Pays de production :  États-Unis
- Genre : Comédie de science-fiction
- Durée : 86 minutes

## Distribution
- Alan Marx : Max
- Paula Poundstone : Karen
- Chris Elliott : Hopper
- Robert Bloodworth : Lord Buckethead
- R.C. Nanney : Chester / Captain Starfighter